# Regula lui Born
Regula lui Born (numită și legea Born, regula Born sau legea lui Born), formulată de fizicianul german Max Born în 1926, este o lege fizică a mecanicii cuantice care spune probabilitatea cu care o măsurare în cadrul unui sistem cuantic o să dea un rezultat dat. În cea mai simplă formă a sa, ea precizează că densitatea probabilității de a găsi o particulă într-un anumit punct este proporțională cu pătratul normei funcției de undă a particulei în acel punct. Regula lui Born este unul dintre principiile cheie ale mecanicii cuantice. 
Regula lui Born afirmă că dacă un observabil corespunzător unui operator auto-adjunct {\displaystyle A} cu un spectru discret se măsoară într-un sistem cu o funcție de undă normalizată {\displaystyle |\psi \rangle } (a se vedea notația Bra-ket), atunci 
- rezultatul măsurat va fi una dintre valorile proprii {\displaystyle \lambda } a lui {\displaystyle A} , și
- probabilitatea măsurării unei valori proprii date {\displaystyle \lambda _{i}} va fi egală cu {\displaystyle \langle \psi |P_{i}|\psi \rangle } , unde {\displaystyle P_{i}} este proiecția pe spațiul propriu al lui {\displaystyle A} corespunzător lui {\displaystyle \lambda _{i}} .

(În cazul în care spațiul propriu al lui {\displaystyle A} corespunzător lui {\displaystyle \lambda _{i}} este unidimensional și este cuprins de vectorul propriu normalizat {\displaystyle |\lambda _{i}\rangle } , {\displaystyle P_{i}} este egal cu {\displaystyle |\lambda _{i}\rangle \langle \lambda _{i}|} , deci probabilitatea {\displaystyle \langle \psi |P_{i}|\psi \rangle } este egală cu {\displaystyle \langle \psi |\lambda _{i}\rangle \langle \lambda _{i}|\psi \rangle } . Deoarece numărul complex {\displaystyle \langle \lambda _{i}|\psi \rangle } este cunoscut ca amplitudinea de probabilitate pe care vectorul de stare {\displaystyle |\psi \rangle } i-o atribuie vectorului propriu {\displaystyle |\lambda _{i}\rangle } , este comun să se descrie regula Born ca spunându-ne că probabilitatea este egală cu amplitudinea la pătrat (de fapt amplitudinea înmulțită cu propria ei conjugată complexă). În mod echivalent, probabilitatea poate fi scrisă ca {\displaystyle |\langle \lambda _{i}|\psi \rangle |^{2}} ).
În cazul în care spectrul {\displaystyle A} nu este complet discret, teorema spectrală dovedește existența unei anumite măsuri spectrale {\displaystyle Q} a lui {\displaystyle A} . În acest caz, 
- probabilitatea ca rezultatul măsurării să se situeze într-un set măsurabil {\displaystyle M} va fi dată de {\displaystyle \langle \psi |Q(M)|\psi \rangle } .

Având o funcție de undă {\displaystyle \psi } pentru o singură particulă fără structură în spațiul de poziție, aceasta se reduce la a spune că funcția densității de probabilitate {\displaystyle p(x,y,z)} pentru o măsurare a poziției la momentul {\displaystyle t_{0}} va fi dată de 
{\displaystyle p(x,y,z)=|\psi (x,y,z,t_{0})|^{2}}